# 碧海藍天

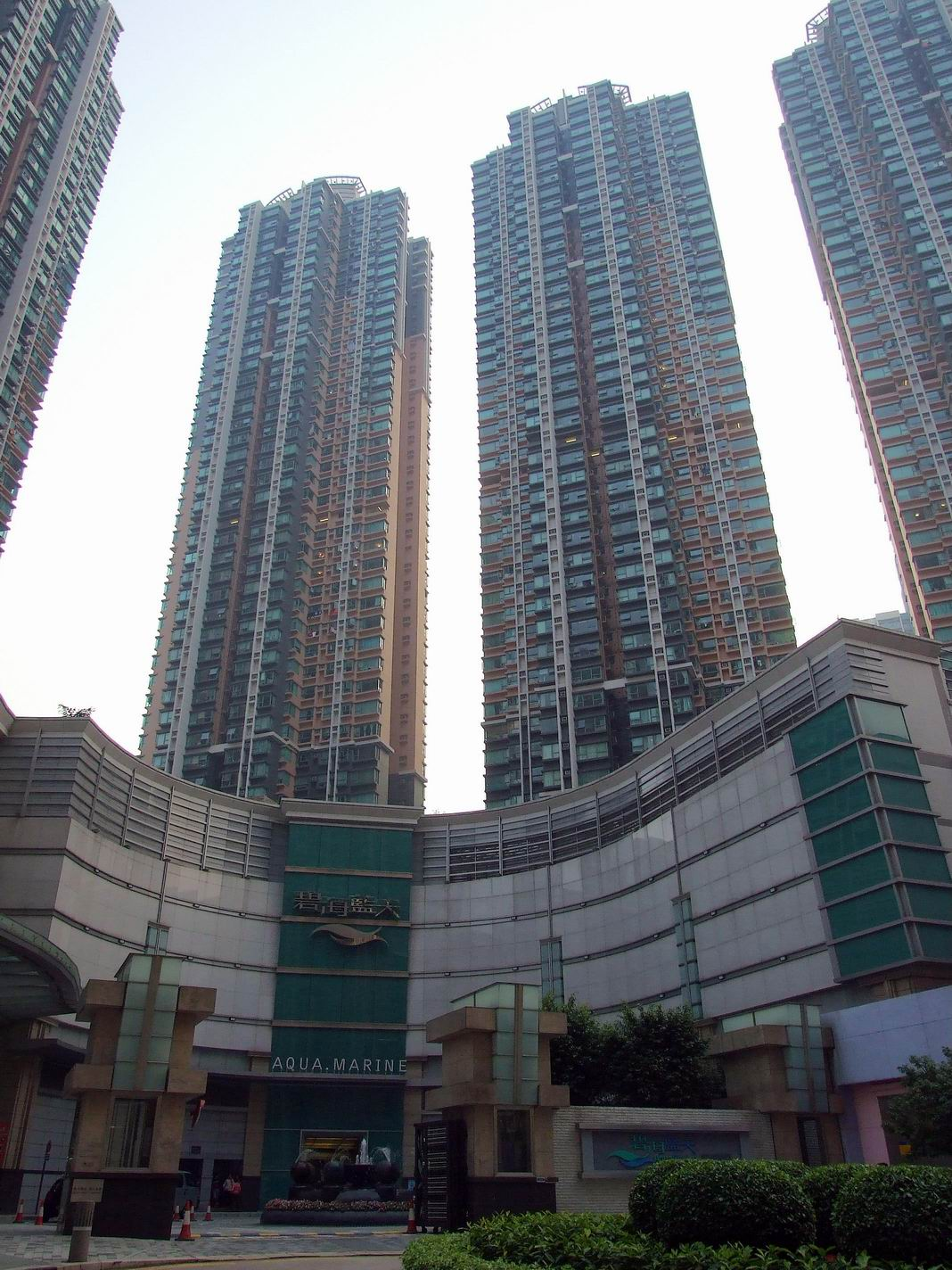
碧海藍天北面

碧海藍天（英語：Aqua Marine）是座落香港九龍深水埗區長沙灣深盛路8號的一個私人住宅，發展商為恒隆地產及現代建設，梁黃顧建築師（香港）事務所有限公司負責建築設計，物業有5座，合共提供1,616個單位，住宅面積約662至784平方呎，複式單位約1,593至1,609平方呎，於2003年建成，與昇悅居、泓景臺和宇晴軒同時興建，並合稱「西九四小龍」。

## 歷史
碧海藍天是用作政府資助及私人住宅混合式發展計劃用途。原本計劃港府會在當中隨機抽出30%的實用樓面面積單位作資助房屋出售，其餘單位由發展商以私樓形式在市場出售。
但在2002年，政府公布停止推行混合式發展計劃，並決定將有關項目內擁有業權的單位轉為私人單位讓發展商在市場出售。按政府與發展商的協議，項目內所有單位，將由發展商以私人單位形式在市場出售。政府並委託香港房屋協會協助監察這些單位的出售過程。政府將收取出售擁有業權的3成單位應得的淨收益。
2016年起，發展商恆隆推出一批積壓已久的住宅單位發售（包括本屋苑少量貨尾單位），碧海藍天的單位正式售罄。

## 會所設施
室外游泳池及水力按摩浴池、平台花園、網球場、兒童遊樂場、蒸氣及桑拿浴室、音樂室、健康舞室、電腦室、園藝花園、閒座間、多功能廳、健身室及迷你影院等。

## 商場

### 名車博覽館
名車博覽館（已於2011年年中結束）位於碧海藍天基座三層商場，佔地30萬平方呎，展出各款汽車超過1,000部，是全亞洲首個以汽車為主題的多功能汽車展銷場。。

### AEON百貨店

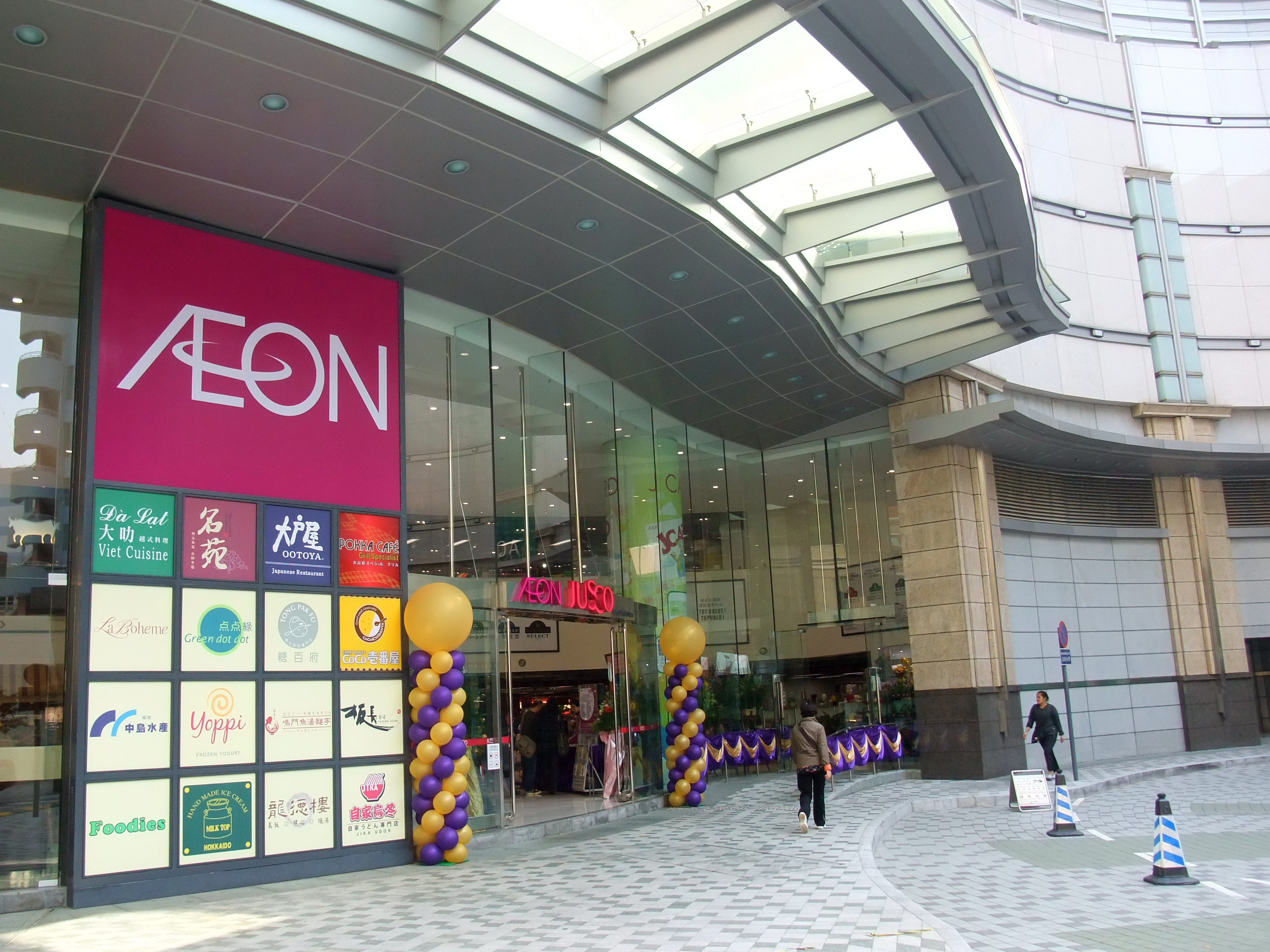
AEON於碧海藍天開設的九龍旗艦店

永旺百貨於2010年12月宣布於碧海藍天開設其第6間綜合購物百貨店，投資額約1億元。該店於2012年1月正式開業，佔地約24萬平方呎，成為AEON第2大百貨店。集團董事總經理林文鈿表示，西九龍未有同類型百貨店，因此看好該區之發展潛力。

## 知名人士
- 鄧萃雯
- 譚文豪

## 外部連結
- 碧海藍天官方網頁 （页面存档备份，存于）
- 香港置業的介紹
- 吉之島明年底進駐碧海藍天 （页面存档备份，存于）

22°19′58″N 114°08′54″E / 22.3327°N 114.1483°E